# Георгиевка (Благовещенский район)
Георгиевка — исчезнувший посёлок в Благовещенском районе Алтайского края России. На момент упразднения входил в состав Благовещенского сельсовета. Исключен из учётных данных в 1983 году.

## География
Посёлок находился в западной части Алтайского края, в степной зоне, северо-восточнее озера Пресное, на расстоянии примерно 8 километров (по прямой) к северо-востоку от поселка Благовещенка.

## История
Начал заселяться крестьянами, прибывшими из Кубанской области, Харьковской и Херсонской губерний и переселенцами из г. Барнаула и Ключевской волости Барнаульского уезда в 1901—1915 годах на территории переселенческого участка «При озере Пресном» (образован в 1910 г.) — отсюда и народное название поселка — Пресное. В 1911 году здесь проживали семьи-старообрядцев: Русановы, Слюсаревы. В 1920-х годах правительством РСФСР поселку был присвоен статус участка, открытого для ходачества и переселения.
В 1928 г. деревня Георгиевская состояла из 91 хозяйства. В административном отношении являлась центром Георгиевского сельсовета Благовещенского района Славгородского округа Сибирского края.
Первоначально поселок стоял на западном берегу озера Пресное, но с образованием в 1930 году колхоза «1-е Мая» в 1937—1949 годах жители были переселены на новое место (в народе — Новое Пресное) поближе к полям хозяйства — на 4 км восточнее первоначального местоположения. С 1950-х годов являлся отделением колхоза имени Кирова, а позже «Новый путь».

## Население
В 1926 году в деревне проживало 499 человек (250 мужчин и 249 женщин), основное население — русские